# Joseph Leidy
Aquest autor és citat en taxonomia animal amb el nom «Leidy».
Joseph Leidy (9 de setembre del 1823 - 30 d'abril del 1891) fou un paleontòleg estatunidenc.
Leidy fou catedràtic d'anatomia a la Universitat de Pennsilvània, i més endavant catedràtic d'història natural al Swarthmore College. El seu llibre Extinct Fauna of Dakota and Nebraska (1869) contenia moltes espècies no descrites fins aleshores, moltes de les quals eren desconegudes anteriorment al continent nord-americà.
Es casà amb Anna Hardin. El matrimoni no tingué fills, i acabaren adoptant una nena òrfena.
Leidy descrigué l'holotip d'Hadrosaurus foulkii, excavat de les margues de Haddonfield. És notable perquè era el primer esquelet fossilitzat gairebé complet d'un dinosaure que es recuperava. L'exemplar fou originalment descobert per William Parker Foulke.
Leidy també era un parasitòleg cèlebre, i tan aviat com el 1846 determinà que la causa de la triquinosi era un paràsit en la carn poc cuita. També fou un protozoòleg pioner, i el 1879 publicà Fresh-water Rhizopods of North America in 1879 - una obra mestra que encara és referenciada avui en dia.

## Innovador forense
El 1846, Leidy fou el primer a usar un microscopi per resoldre un assassinat. Un home acusat de matar un granger de Filadèlfia tenia sang a la roba i al destraló. El sospitós afirmava que la sang era de gallines que havia estat escorxant. Amb el seu microscopi, Leidy no trobà cap nucli en els eritròcits (els eritròcits dels mamífers no tenen nucli). A més, descobrí que els eritròcits de gallina no perdien el nucli encara que romanguessin fora del cos durant hores. Per tant, arribà a la conclusió que no podia tractar-se de sang de gallina. El sospitós acabà confessant.